# Vladimir Vetrov
Vladimir Ippolitovich Vetrov (Владимир Ипполитович Ветров) (10. oktober 1932 – 23. januar 1985) var en dobbeltagent der arbejdede i KGB og overgav materiale til den franske efterretningstjeneste gennem 1980'erne: de såkaldte Farewell dokumenter.